# 石田翔太 (実業家)
石田 翔太（いしだ　しょうた、1990年8月10日 - ）は、日本の実業家。 
オドレート創業者・代表取締役。 
臭気判定士の資格を持ち、テレビ・雑誌・新聞・ラジオ等で体臭に関するコメンテーターとしても活動する。 

## 人物
京都府出身。一橋大学大学院経済学研究科修士課程を修了。大学院在学中に在籍した東京工業大学グローバルリーダー教育院（AGL）（現在は東京工業大学リーダシップ教育院（ToTAL）に名称変更）で体臭評価サービスの開発に着手。 
情報技術企業勤務を経て、2016年10月にオドレート株式会社を設立。学生時代に自身が体臭に悩んだことをきっかけに、現在は体臭に関する研究、体臭評価サービスの提供などを行っている。 
テレビや新聞、雑誌、ラジオなどで体臭に関する対策の紹介やコメントも行う。